# 도농천
도농천은 경기도 남양주시 다산2동에서 발원하여 경기도 구리시 토평동에서 왕숙천에 유입되는 지방하천이다. 한강수계에 속해 있으며, 하천의 명칭은 지금의 다산1동인 도농동에서 유래된 것이다. 주변에는 가운초등학교, 가운중학교, 가운고등학교 등이 있다.